# Mehmet Topal
Mehmet Topal, född 3 mars 1986, är en turkisk fotbollsspelare som spelar i İstanbul Başakşehir. Han är en defensiv mittfältare och är mest känd för sina defensiva egenskaper samt sin räckvidd med fötterna, varav han fått sitt smeknamn Örümcek (Spindeln). Topal spelar sedan 2008 i det turkiska landslaget.